# 凱蒂鎮區 (密蘇里州布恩縣)
凱蒂鎮區（英語：Katy Township）是位於美國密蘇里州布恩縣的一個行政鎮區。

## 地方資料
凱蒂鎮區的面積為158.95平方千米，當中陸地面積為156.99平方千米，而水域面積為1.96平方千米。根據2020年美國人口普查的數據，當地共有人口4152人，而人口密度為每平方千米26.12人。